# Andy Abraham
Andy Abraham (Londres; 17 de julio de 1964) es un cantante británico. Saltó a la fama en el año 2006 cuando quedó finalista en Factor X, y fue el representante de Reino Unido en el Festival de la Canción de Eurovisión 2008.

## Biografía
Abraham nació en la capital británica en una familia proveniente de la isla caribeña de Granada. Antes de entrar en Factor X, Andy Abraham trabajaba como recolector de basura y anteriormente fue conductor de autobuses. Interesado en el mundo de la música, se presenta a los casting de la segunda edición de Factor X y los supera, llegando a participar en el concurso. Durante todo el programa su mentora fue Sharon Osbourne.
Andy superó todas las fases del programa, y en la final del mismo terminó en segundo lugar, por detrás del cantante Shayne Ward. Aunque no venció el concurso, el cantante logró un contrato con la discográfica Sony BMG. Su primer álbum, The Impossible Dream, llegó a vender más de 176.000 copias y fue número 1 en Irlanda y número 2 en Reino Unido. Posteriormente lanzó un segundo disco llamado Soul Man, pero que no logró la misma acogida que su álbum de debut. Ambos discos tenían canciones originales y versiones de otros temas.
En el año 2008 el cantante se presenta a la preselección del Reino Unido en la que se elegiría su representante para el Eurovisión 2008. Su canción Even if logró vencer el concurso y Andy Abraham se convirtió en el representante británico en el festival. En la final, Reino Unido quedó en última posición junto con Alemania (No Angels) y Polonia (Isis Gee), recibiendo puntos únicamente de San Marino (6) e Irlanda (8). Declaró sentirse "humillado" tras la mala posición obtenida en el certamen.
Su último álbum fue realizado en 2008, llamado Even if, donde incluía el tema eurovisivo.

## Discografía

### Álbumes de estudio
- The Impossible Dream (2006)
- Soul Man (2006)
- Even If (2008)

### Compilaciones
- Very Best Of' (2008)

### Sencillos
- "Hang Up" (2006)
- "December Brings Me Back to You"
- "Even If"